# Амодо
Амодо (д/н — 1833) — 33-й алаафін (володар) держави Ойо в 1830—1833 роках.

## Життєпис
Ймовірно був сином алаафіна Майєоту, після смерті якого 1830 року успадкував трон. Мусив визнати самостійність Ілоріну, Ову, Абеокути і Дагомеї. Невдовзі підвладні землі скоротилися до області навколо столиці — Ойо-Іле.
У 1831 році військо Ілоріна пограбувало столицю. Втім згодом дипломатичними зусиллями привернув на свій бік аджеле (очільників провінцій), що стали самостійними та вождів (баалі) йоруба, з якими взяв в облогу Ілорін. Втім через зраду ареон-каканфа (на кшталт фельдмаршала) Едуна з Гбонгану кампанія провалилася, а коаліція розпалася. Це призвело до того, що військо Ілоріна по частинах перемогло Гбонган, а потім війська онікої (кіннотну гвардію) Ойо, внаслідок чого під владою Ілоріна опинилися північні області держави Ойо.
1832 року спільно з Еґба виступив проти держави Іджеша. Також боровся проти Ілоріна. Помер 1833 року за невідомих обставин. Йому спадкував Олуеву.